# Knjižara Morpurgo u Splitu
Knjižara Morpurgo, prostor u zgradi u Splitu. Nalazila se na adresi Narodni trg 16, Split.

## Povijest
Knjižara Morpurgo na splitskoj Pjaci ima istaknuto memorijalno i kulturno značenje u splitskoj kulturnoj povijesti. Osnovao ju je 1860. – 1861. splitski židov Vid Morpurgo (1837. – 1891.), naslijedivši knjižaru splitskoga poduzetnika Petra Save, u kojoj je bio zaposlen još kao gimnazijalac. Kao nakladnik i vlasnik knjižare, Morpurgo je izvršio veliki utjecaj na uspjeh Narodne stranke u Splitu. Knjižara je bila okupljalište splitskih narodnjaka i intelektualaca, oduvijek se izdvajajući kvalitetom knjižarske ponude u Splitu, a takav je status zadržala do danas. Prvo je bila smještena na prvom katu kuće na Pjaci, a tijekom 1860-ih prelazi u prizemlje gdje se nalazi i danas. Današnja drvena vrata i izlog knjižare secesijskog sloga, izvedeni su prema starim secesijskim vratima s početka 20. stoljeća, čiji je izgled sačuvan na starim fotografijama.

## Zaštita
Pod oznakom Z-6234 zavedena je su kao nepokretno kulturno dobro - pojedinačno, pravna statusa zaštićena kulturnog dobra, klasificirano kao "profana graditeljska baština".
Zbog izuzetne važnosti u splitskoj kulturnoj, društvenoj i političkoj povijesti, te neprekinutog kontinuiteta djelovanja od druge polovice 19. stoljeća do danas, štiti se i prostor i namjena knjižare Morpurgo.